# Irepodum (Oxum)
Irepodun é uma área do governo local em Osun (estado), Nigéria. Sua sede está na cidade de Ilobu.
Possui uma área de 64 km² e uma população de 119 497 no Censo de 2006.
O código postal da área é de 230.